# Cardepia bergeri
Cardepia bergeri là một loài bướm đêm trong họ Noctuidae.